# 클라미디아 감염증
클라미디아 감염증(Chlamydia infection)은 클라미디아 트라코마티스라는 박테리아에 의해 사람에게 발생하는 흔한 성병이다. 감염이 된 사람들은 대부분 증상이 발현되지 않는다. 증상이 발현되더라도 감염 후 몇 주가 걸린다. 남성에서는 비임균성 요도염, 여성에서는 자궁경부염의 형태로 나타난다.
이 질병은 전 세계에서 가장 흔한 성병들 가운데 하나이며, 미국에서만 100만 명 정도의 사람들이 이 질병에 감염된 것으로 짐작된다.
클라미디아 결막염이나 트라코마는 전 세계에서 가장 흔한 실명 원인의 하나이다. 세계 보건 기구(WHO)에 따르면 1995년에 실명 환자 중 15%로 추산하였으나, 2002년에는 단지 3.6%로 추산하였다.

## 증상

### 여성의 경우
대부분의 경우 보균을 하고 있더라도 증상이 없기 때문에 정확히 알기 어렵다. 약 70%는 무증상이다. 증상이 생기는 경우는 비정상적인 질분비물(냉대하)이나 배뇨시 통증이 생긴다. 또한 병이 진행되는 경우 하복부 통증, 성관계시 통증, 생리와 상관없는 질출혈 등이 생길 수 있다. 어떤 경우는 클라미디아는 약간의 열, 근육통, 두통 등을 일으키기도 한다.

### 남성의 경우
여성과 마찬가지로 남성에서도 아무런 증상이 없는 경우가 있다. 가장 흔한 증상은 요도(소변이 나오는 길)에서 통증이나 분비물이 나오는 것이다. 또한 요도에서 가려움증이 느껴지기도 하며, 배뇨시 짜릿한 통증이 있는 경우가 많다. 드물게 균이 부고환까지 진행하면 고환이나 음낭부가 부으면서 통증이 있다. 종종 클라미디아에 감염된 남성에서는 증상이 전혀 없거나 있더라도 미약해서 본인이 전혀 모르고 있는 경우가 많다. 치료하지 않으면 드물게 불임으로 이어질 수 있다.

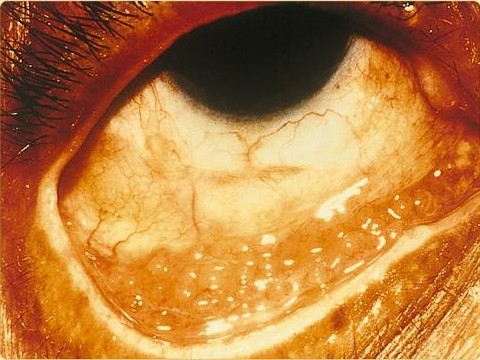
트라코마에 걸린 눈의 모습

### 안과 질환
트라코마(Trachoma, granular conjunctivitis, Egyptian ophthalmia, blinding trachoma)에 걸리면 눈꺼풀의 안쪽 표면이 거칠어진다. 안구에 고통을 주어 안구 각막이나 바깥 표면을 붕괴시킨다. 치료하지 않고 트라코마의 감염이 반복된 채로 두면 눈꺼풀이 안쪽으로 향할 때 영구적인 실명으로 이어질 수 있다.

## 치료
아지트로마이신, 에리트로마이신이나 독시사이클린으로 주로 치료한다. 에리트로마이신이나 아지트로마이신은 임신 중에도 사용 가능하다. 치료 후에도 3개월 후 다시 검사를 받아 완치되었는지 확인한다.

## 같이 보기
- 트라코마